# Höhenweg (Fichtelgebirge)
Der Höhenweg ist ein Wanderweg im Fichtelgebirge. Er ist circa 48 Kilometer lang und führt über die höchsten Berge des Fichtelgebirges, mit Ausnahme des Ochsenkopfs. Der Fichtelgebirgsverein betreut diesen Weg, der mit einem weißen H auf rotem Grund markiert ist.

## Streckenverlauf
Der Weg beginnt in Schwarzenbach an der Saale und verläuft bis zur Felsformation Kleiner Waldstein fast ausschließlich auf asphaltierten Wegen und Forstwegen. Über kleinere Waldpfade führt er weiter zum Großen Waldstein. Von dort aus geht es auf Forstwegen bergab nach Weißenstadt, am Weißenstädter See entlang. Dieses erste Teilstück verläuft großteils parallel zum Jean-Paul-Weg.
Ab Weißenstadt verläuft der Weg kurzzeitig gemeinsam mit dem Seenweg und trifft dort auch auf den Saar-Schlesien-Weg, mit dem er bis zum Ziel in Wunsiedel parallel verläuft, teilweise trifft er auch den Fränkischen Gebirgsweg. Eine kurze Strecke läuft auch ein Jakobsweg parallel. Dort verläuft die Strecke vor allem auf Waldwegen, die in Richtung Wunsiedel mehr und mehr steinig werden. Zunächst führen die Wege zum Rudolfstein und zu den Drei Brüdern. Dort nimmt der Seenweg einen anderen Verlauf, während der Höhenweg hinauf zum Schneeberg führt. Die markierte Wegführung biegt allerdings kurz vor dem Gipfel mit dem Backöfele-Aussichtsturm links ab und führt weiter zum Nußhardt mit Aussicht auf den Schneeberg und den Nachbarberg Ochsenkopf. Vorbei am Unterkunftshaus Seehaus erreicht man die Platte-Felsformation und danach das Silberhaus, wo der Weg eine Straße kreuzt. Über die Hohe Mätze geht es weiter zur Kösseine. Der Weg ist an einer Kreuzung doppelt markiert: Zum einen geht es weiter in Richtung Haberstein, es ist aber auch ein Abstecher bergauf zum Kösseinehaus markiert. Vorbei am Felsenlabyrinth der Luisenburg erreicht der Weg schließlich den Endpunkt in Wunsiedel.
Im Bereich Wunsiedel ist die Markierungsdichte geringer.

## Unterkünfte
- Waldsteinhaus, Unterkunftshaus des Fichtelgebirgsvereins
- Seehaus, Unterkunftshaus des Fichtelgebirgsvereins
- Kösseinehaus, Unterkunftshaus des Fichtelgebirgsvereins